# Звёздное ядро
Звёздное ядро — центральная область звезды, характеризующаяся максимальной плотностью и температурой. У звезд главной последовательности ядро является областью, в которой происходит термоядерные реакции, за счёт которой звезда светится.

## Термоядерные реакции в ядрах звезд
В ядрах звезда главной последовательности происходят термоядерные реакции, являющиеся источником энергии излучения звезд.
В ядрах маломассивных звезд — с массой порядка массы Солнца или меньше — доминирует протон-протонный цикл:
p + p → 2H + e+ + νe + 0,42 МэВ
2H + p → 3He + γ + 5,49 МэВ.
3He + 3He → 4He + 2p + 12,85 МэВ.
В ядрах более массивных звезд главной последовательности преобладает углеродный цикл, в котором "катализатором" синтеза гелия из водорода является углерод:
| 12C + p | → | 13N + γ       | +1,94 МэВ | ~1,3⋅107 лет |                                                                  |
| 13N     | → | 13C + e+ + νe | +2,22 МэВ | ~7 минут     | (либо +1,20 МэВ без учёта аннигиляции e+; T½ для 13N = 9,96 мин) |
| 13C + p | → | 14N + γ       | +7,55 МэВ | ~2,7⋅106 лет |                                                                  |
| 14N + p | → | 15O + γ       | +7,30 МэВ | ~3,2⋅108 лет |                                                                  |
| 15O     | → | 15N + e+ + νe | +2,75 МэВ | ~82 секунды  | (либо +1,73 МэВ без учёта аннигиляции e+; T½ для 15O = 122,24 с) |
| 15N + p | → | 12C + 4He     | +4,96 МэВ | ~1,1⋅105 лет |                                                                  |

либо, в массивных звездах, углеродно-кислородный цикл (CNO-цикл), в котором "катализаторами" синтеза гелия из водорода являются углерод и кислород.
Выгорания водорода в звезде главной последовательности приводит к прекращению энерговыделения в ядре, сжатию и, соответственно, к повышению температуры и плотности ядра. Рост температуры и плотности в звёздном ядре ведёт к условиям, в которых активируется новый источник термоядерной энергии: выгорание гелия (тройная гелиевая реакция или тройной альфа-процесс), характерный для красных гигантов и сверхгигантов:
{\displaystyle \mathrm {_{2}^{4}He} +\mathrm {_{2}^{4}He} \rightarrow \mathrm {_{4}^{8}Be} -0{,}092} МэВ (эндотермическая реакция)
{\displaystyle \mathrm {_{4}^{8}Be} \rightarrow \mathrm {_{2}^{4}He} +\mathrm {_{2}^{4}He} +0{,}092} МэВ;
{\displaystyle \mathrm {_{4}^{8}Be} +\mathrm {_{2}^{4}He} \rightarrow \mathrm {_{6}^{12}C} +7{,}367} МэВ.